# Javornik (Vareš)
Javornik is een dorp in de gemeente Vareš, in het kanton Zenica-Doboj, Bosnië en Herzegovina. Javornik is 5 kilometer ten noorden gelegen van de stad Vareš en bevindt zich op een hoogte van 1050 meter in de buurt van de bron van de rivier Stavnja.
Javornik is afgeleid van het Slavische woord "javor" wat esdoorn betekent.
Javornik bestaat voornamelijk uit kleinschalig landbouwgebied. Het dorp is over het algemeen omringd door naaldbos met kleine stukken loofbos die vooral bestaan uit berken. Enkele zoogdieren die in de omgeving voorkomen zijn: de bruine beer, de ⁣wolf, de ree en de vos.
Vareš heeft een lange geschiedenis met mijnbouw en andere metallurgische activiteiten die terug dateren tot de bronstijd. Dit zorgde voor veel werkgelegenheid voor de omliggende dorpen zoals Javornik en Strica. In de tijd van de Socialistische Federale Republiek Joegoslavië was de grootste ijzerertsmijn van Bosnië en Herzegovina in Vareš gevestigd tot de ijzerertsmijn sloot in 1991.

## Demografie
Volgens de volkstelling van 2013 was het bevolkingsaantal 95.
| Etniciteit             | Aantal | Percentage |
| ---------------------- | ------ | ---------- |
| Kroaten                | 94     | 98,9%      |
| anders/niet aangegeven | 1      | 1,1%       |
| Totaal                 | 95     | 100%       |